# Jean-Olivier Briand
Pour les articles homonymes, voir Briand.
Jean-Olivier Briand, né le 23 janvier 1715 à Plérin et mort le 25 juin 1794 à Québec, fut un ecclésiastique français. Il arrive à Québec en 1741 où il est d'abord chanoine et secrétaire de l'évêque Henri-Marie du Breil de Pontbriand. Briand apporte son soutien spirituel aux soldats français et canadiens lors des batailles des plaines d'Abraham et de Sainte-Foy en 1759-1760. Le décès de Pontbriand en 1760 pose le problème de la nomination d'un évêque catholique dans une colonie britannique après la signature du traité de Paris en 1763.
Il est finalement nommé évêque de Québec en 1766 par le chapitre de Québec. Briand reçoit ses bulles du pape Clément XIII le 21 janvier 1766 le nommant évêque de Québec. Il est consacré en toute discrétion le 16 mars suivant à Suresnes, en France, dans une chapelle privée. Au cours de son épiscopat, il prône la soumission du clergé envers le vainqueur et la loyauté de la population envers la Couronne britannique, particulièrement lors de l'invasion américaine en 1775. Il démissionne en 1784 en faveur de son coadjuteur d'Esgly et se retire au Séminaire de Québec. Il y décède dix ans plus tard, en 1794.

## Biographie

### Enfance et éducation
Né le 23 janvier 1715 dans la paroisse de Plérin, à Saint-Éloy, dans la diocèse de Saint-Brieuc, en Bretagne, Jean-Olivier était l'aîné des enfants de François Briand et de Jeanne Burel. L'une de ses sœurs, Catherine-Anne-Marie, est entrée chez les Filles du Saint-Esprit de Plérin. Elle en fut supérieure de 1779 à 1804.
Lui-même influencé par son oncle prêtre Jean-Joseph Briand ainsi que par l'abbé René-Jean Allenou de Lavillangevin, Jean-Olivier se destine tôt à la cléricature. Il étudie au séminaire de Saint-Brieuc avant d'être ordonné prêtre en 1739.

### Chanoine à Québec
En compagnie d'Henri-Marie Dubreil de Pontbriand, alors évêque de Québec, il s'embarque sur le Rubis en juin 1741 à destination du Canada. Ils arrivent tous deux à Québec le 29 août 1741. Le jeune Briand cumule les fonctions de chanoine, trésorier du chapitre de Québec, secrétaire de l'évêque de Pontbriand, confesseur des Augustines de l'Hôtel-Dieu et de l'Hôpital général en plus de s'occuper des jeunes séminaristes.
Briand assistera de près aux derniers événements de la guerre de la Conquête. À l'été 1759, Québec est bombardée nuit et jour par l'armée britannique. L'évêque se réfugie à Charlesbourg, tandis que les Ursulines et les sœurs de l'Hôtel-Dieu se mettent à l'abri à l'Hôpital général. C'est aussi le cas du chanoine Briand et de Charles-Régis Blaise Des Bergères de Rigauville, chanoine du chapitre de Québec. Les blessés y affluant après la bataille des plaines d'Abraham, le 13 septembre, Briand leur apporte une aide spirituelle. L'évêque rejoint ensuite Montréal avec l'armée française. Avant son départ, il a pris soin de nommer Briand, qui demeure à l'Hôpital général, grand vicaire de Québec en plus de lui accorder le titre de supérieur des Ursulines et des Augustines des deux hôpitaux.

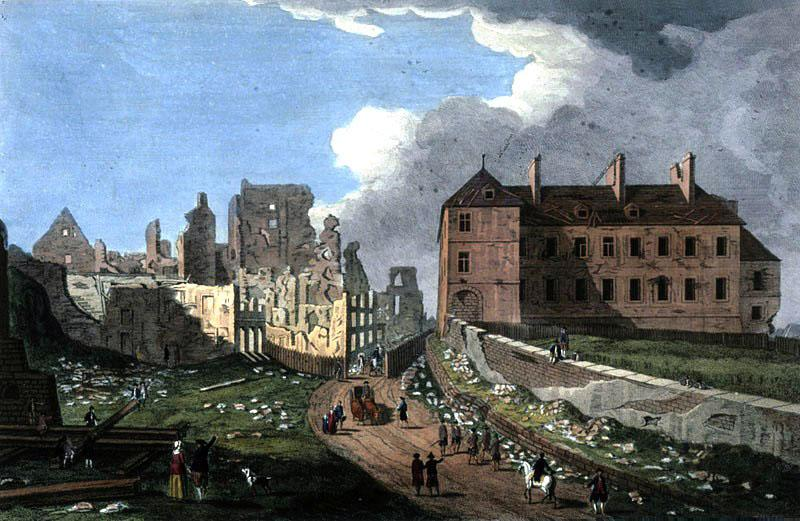
Québec est bombardée en 1759 et plusieurs bâtiments sont détruits, dont la cathédrale.

Dans une ville occupée par l'armée de James Murray, il administre le diocèse jusqu'au printemps de 1760. Lors de la bataille de Sainte-Foy, le 28 avril, il prend le risque de se rendre sur les lieux afin d'accompagner les soldats qui vont y mourir.

Pontbriand décède à Montréal le 8 juin 1760 puis la colonie capitule le 8 septembre suivant. C'est le début d'une longue période d'incertitude pour l'Église canadienne, qui se retrouve sans évêque. Dans l'acte de capitulation, dix articles concernent l'Église catholique. Si le général Jeffery Amherst accorde la liberté de culte, il ne veut pas se prononcer sur l'organisation future de l'Église. Il refuse ainsi d'accorder l'article 30:   
« Si par le traité de paix, le Canada restoit au pouvoir de Sa Majesté Britannique, Sa Majesté Très Chrétiene continueroit à nomer l'évesque de la colonie, qui seroit toujours de la Comunion romaine, et sous l'autorité duquel les peuples exerceroient la religion romaine ». 
Dans ce contexte, un doute plane quant à la survie de l'Église canadienne si la France ne gagne pas la guerre en Europe.

### Une Église sans évêque
Le chapitre de Québec se réunit pour la première fois depuis le début du siège de Québec le 2 juillet 1760. Briand est choisi comme grand vicaire pour administrer le district de Québec. Il adopte, en témoigne ses mandements, une attitude de conciliation avec l'administration britannique pendant le régime militaire. Briand demande ainsi que dans le Canon de la messe, les prêtres prient pour le roi George III au lieu de Louis XV. 

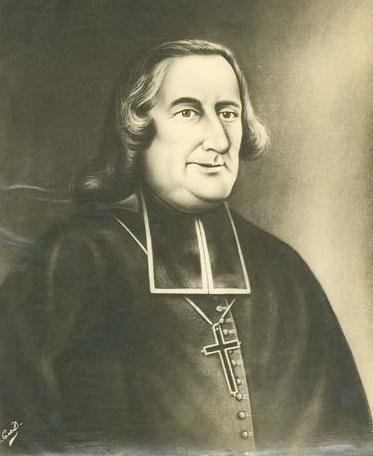
De Pontbriand étant décédé en juin 1760, la question de la nomination d'un nouvel évêque est cruciale pour l'Église canadienne.

John Brooke est nommé ministre des anglicans à Québec en décembre 1760. Il officie d'abord à la chapelle des Ursulines puis à l'église des Récollets après les messes catholiques. 
Briand s'est rapproché du gouverneur James Murray, qu'il consulte sur toutes sortes de matières, dont la nomination des curés. Il lui écrit le 7 juin 1762 pour « rendre compte à Sa Majesté Britannique des sentiments de reconnaissance, de respect et de soumission dont est pénétré tout le clergé séculier et régulier du gouvernement de Québec et des vœux ardens qu'il adresse à Dieu pour la santé de son roy ». 
Dans son rapport en 1762 sur l'état de son gouvernement, Murray propose de suppléer aux nominations de Français dans l'Église canadienne : « Pour mettre fin à cette coutume, il serait nécessaire d'encourager les Canadiens à embrasser l'état religieux. Cependant, à moins qu'un évêque ne soit nommé, il sera difficile d'obtenir ce résultat car un évêque seul a le pouvoir de faire des ordinations ». 
Même si la paix n'est pas encore officiellement signée, il devient de plus en plus évident que les Britanniques devront bientôt administrer de nouveaux sujets canadiens et catholiques. Peu à peu, les choses reprennent leur cours normal à Québec. Les églises sont reconstruites, les Ursulines reprennent leur enseignement et le Séminaire rouvre ses portes le 15 octobre 1762. Briand fait chanter un Te Deum en 1762 à l'occasion du couronnement et du mariage de George III.
Le traité de Paris, signé le 10 février 1763, statue que les « nouveaux sujets catholiques romains puissent professer le culte de leur religion selon le rite de l'Église romaine en tant que le permettent les lois de la Grande-Bretagne ». De nouveaux candidats à la prêtrise peuvent être formés. Or, la nomination d'un nouvel évêque demeure l'enjeu principal puisque le traité n'est pas très clair à ce sujet.

Briand fait célébrer la signature du traité par un Te Deum dans lequel il affirme que: 
« La reddition de Québec vous laissait à la disposition d'une armée victorieuse; vous fûtes sans doute d'abord alarmés, effrayés, consternés. [...] Vous ignoriez que l'aimable et toujours attentive Providence vous avait préparé un gouverneur qui, par sa modération, son exacte justice, ses généreux sentiments d'humanité, sa tendre compassion pour le pauvre et le malheureux, et une rigide discipline à l'égard de ses troupes, devait faire disparaître toutes les horreurs de la guerre. [...] Ces nobles vainqueurs ne vous parurent-ils pas, dès qu'ils furent nos maîtres, oublier qu'ils avaient été nos ennemis, pour ne s'occuper que de nos besoins et des moyens d'y subvenir? »
Comme Pontbriand, qui préconisait la soumission du clergé en cas de victoire britannique dès juin 1759, Briand prêche la soumission face à un conquérant magnanime pour ses nouveaux sujets.   
Le 25 février 1763, Joseph-Marie de La Corne se rend à Londres pour régler la question délicate de la nomination d'un évêque à Québec. Il écrit même un mémoire à lord Egremont à ce sujet. Ses efforts restent toutefois vains. Lord Egremont écrit à Murray en août 1763 que les lois de la Grande-Bretagne « n'admettent absolument pas de hiérarchie papale dans aucune possession appartenant à la couronne de la Grande-Bretagne et ne peuvent que tolérer l'exercice de cette religion. »  
Quelques mois plus tard, quand James Murray reçoit ses instructions, les mauvaises nouvelles s'accumulent pour les catholiques de la Province de Québec. Les lords du commerce précisent bien à Murray dans l'article 32 qu'il ne doit « admettre aucune juridiction ecclésiastique étrangère dans la province. » Un grand vicaire est toutefois autorisé. Le gouverneur doit faire prêter le serment du Test à ceux qui souhaitent occuper un poste dans l'administration coloniale. Les Jésuites ne pourront pas rouvrir leur collège. L'éducation des garçons sera désormais confiée au séminaire. Ce dernier ne pourra plus avoir de liens avec le Séminaire des Missions-Étrangères de Paris. Murray doit enfin commencer à établir l'Église d'Angleterre dans la colonie et veiller au développement de la religion protestante.   
Le chapitre de Québec ne lâche toutefois pas prise et commence les démarches pour qu'un évêque soit nommé. Étienne Montgolfier est d'abord choisi le 15 septembre 1763, mais il se désiste le 9 septembre 1764 en faveur de Briand. Jean-Olivier Briand est donc désigné évêque de Québec par le chapitre le 11 septembre 1764. Il passe en Angleterre la même année. On lui fait rapidement comprendre qu'il devrait aller se faire consacrer en France. Briand entreprend donc le voyage en décembre 1765, où il revoie sa famille pour la première fois depuis plus de vingt ans.
Après avoir obtenu la permission du roi George III, il reçoit ses bulles du pape Clément XIII, datées du 21 janvier 1766, le nommant évêque de Québec. Briand est consacré évêque en toute discrétion le 16 mars de la même année, à Suresnes dans la chapelle privée du château de Marie-Madeleine Péan, veuve d'Edme Louis Meny de Marangle, notaire, échevin bourgeois puis économe général du clergé. Briand est consacré par Charles-Gilbert Demay de Termont, évêque de Blois, Charles Grimaldi d’Antibes, évêque de Rodez et Germain Chasteigner de la Chastaigneraye évêque de Saintes, qui ont été autorisés par Christophe de Beaumont, archevêque de Paris. Le nouvel évêque Briand repasse ensuite en Angleterre où il prononce le serment de fidélité à la Couronne britannique.

### L'épiscopat de Monseigneur Briand

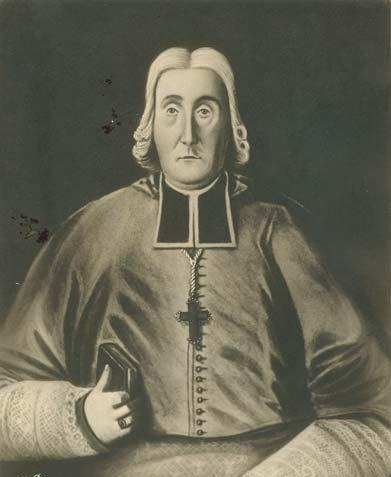
Briand choisit Louis-Philippe Mariauchau d'Esgly comme coadjuteur.

Le retour de Briand à Québec le 28 juin 1766 est salué par les cris de joie des Canadiens. Il prend possession de son siège le 19 juillet, dans la chapelle du séminaire de Québec, servant alors de cathédrale.
Rome l'avait autorisé, en 1766, à choisir lui-même son coadjuteur. Briand demande la permission d'aller de l'avant au gouverneur Guy Carleton. Après une longue hésitation de 4 ans, ce dernier donne enfin sa permission en 1770. Briand choisit l'abbé Louis-Philippe Mariauchau d'Esgly. Les bulles arrivent le 12 juillet 1772 à la chapelle du Séminaire. Briand peut enfin consacrer son coadjuteur d'Esgly. 
Depuis 1766, plus de 25 paroisses ont été érigées. La cure anglicane se développe de son côté. David-François De Montmollin vient en prendre la direction à Québec le 12 février 1768.

#### Église paroissiale ou cathédrale?
Dès le début de son épiscopat, Briand eu à faire face à une situation délicate au sujet de l'église Notre-Dame de Québec, détruite en 1759. Sa reconstruction commence en 1766. Le curé de la paroisse, Jean-Félix Récher, et les marguilliers souhaitent qu'elle demeure une église paroissiale alors que Briand veut en faire la cathédrale. Avant la Conquête, la tradition voulait d'ailleurs que le maître-autel de la cathédrale soit celui de l'évêque. De plus, Briand souhaite un retour du chapitre, ce que refuse Récher et le gouverneur Guy Carleton.

Entre-temps, Briand officie dans la chapelle du Séminaire de Québec. Il écrit le 3 novembre 1767: « Voilà... où aboutissent des affaires mal faites. De Laval avec nos anciens directeurs du séminaire, si renommés dans le pays, ont si mal fait les affaires qu'il n'y a rien de certain à présent vis-à-vis de ceux qui vivent actuellement. Mgr de Pontbriand, ennemi des procès, n'a jamais voulu me croire, quoique cent fois je lui ai dit de prendre en main l'érection solide, stable et en forme de son Église. Maintenant le temps n'est pas propice pour agir ». 

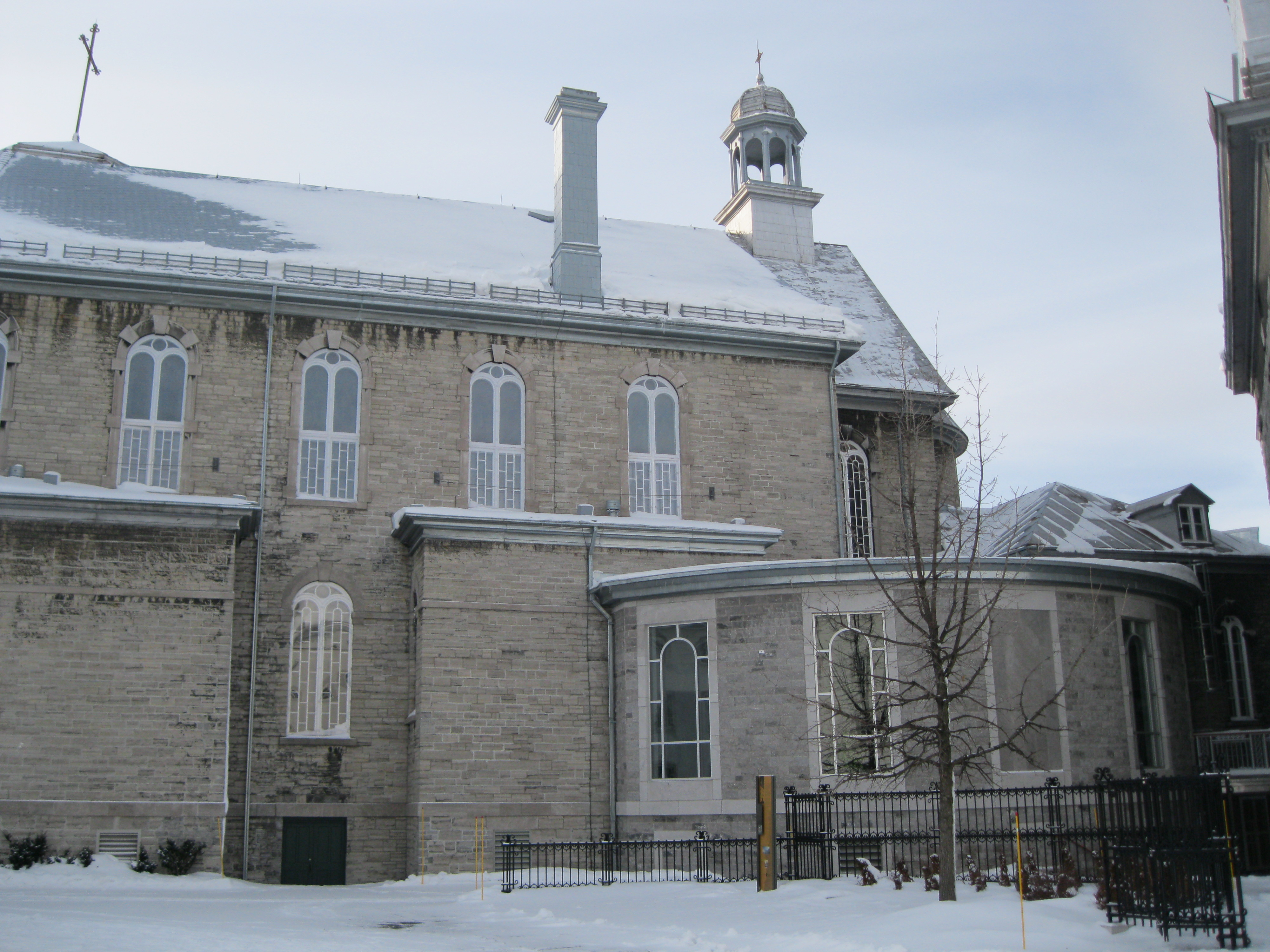
Briand est contraint d'officier pendant près de dix ans dans la chapelle du Séminaire de Québec.

Après la mort de Récher en 1768, les marguilliers continuent à s'opposer à Briand au sujet de la fonction de l'église Notre-Dame. C'est Hector Theophilus Cramahé qui dénoue finalement l'impasse en 1774 en la désignant comme « Église cathédrale et paroissiale ». Le 16 mars 1774, le jour même de sa consécration épiscopale, Briand prend enfin possession de sa cathédrale, dont les réparations avaient été terminées en 1771. Briand paie la chaire et bénit la nouvelle cloche, qu'il offre également, le 6 octobre 1774.

#### Les Jésuites
En 1774, les autorités pontificales exigent la suppression de la Compagnie de Jésus. Lorsque Briand reçoit le décret, il consulte les administrateurs britanniques Hector Theophilus de Cramahé et Guy Carleton, avec lesquels il avait d'excellents rapports. Avec leur accord, il décide de garder secret le décret et de ne pas l'exécuter. Ainsi, Dominus ac Redemptor n'a pas été promulgué à Québec. Il n'y reste plus que quatre jésuites, qui ont pu continuer à posséder leurs biens. Plus tard, Briand en informera simplement le pape Pie VI. 

#### L'invasion américaine
Les adresses des Américains, qui commencent une guerre d'indépendance en 1774, se multiplient dans la colonie. Elles font part de droits dont pourraient bénéficier les Canadiens s'ils se rebellaient de la Couronne britannique et rejoignaient leur cause. Le 22 mai 1775, Briand fait paraître un mandement dans lequel il rappelle à ses paroissiens les avantages de l'Acte de Québec (entre autres la légalisation du libre exercice de la religion catholique romaine ou l'usage des lois civiles françaises) dont ils viennent de bénéficier. De plus, il les exhorte : 
« Vos serments, votre religion, vous imposent une obligation indispensable de défendre de tout votre pouvoir votre patrie et votre Roi. Fermez donc, Chers Canadiens, les oreilles, et n'écoutez pas les séditieux qui cherchent à vous rendre malheureux, et à étouffer dans vos cœurs les sentimens de soumission à vos légitimes supérieurs, que l'éducation et la religion y avaient gravés. »
En septembre 1775, les Américains commencent à envahir la Province de Québec. Montréal capitule en novembre. Les généraux Arnold et Montgomery viennent ensuite assiéger Québec. Les Canadiens qui choissent de se rebeller et de les rejoindre sont jugés « indignes des sacrements et de la sépulture » par Briand et Montgolfier. Le 31 décembre 1775, Briand publie un autre mandement où il affirme : 

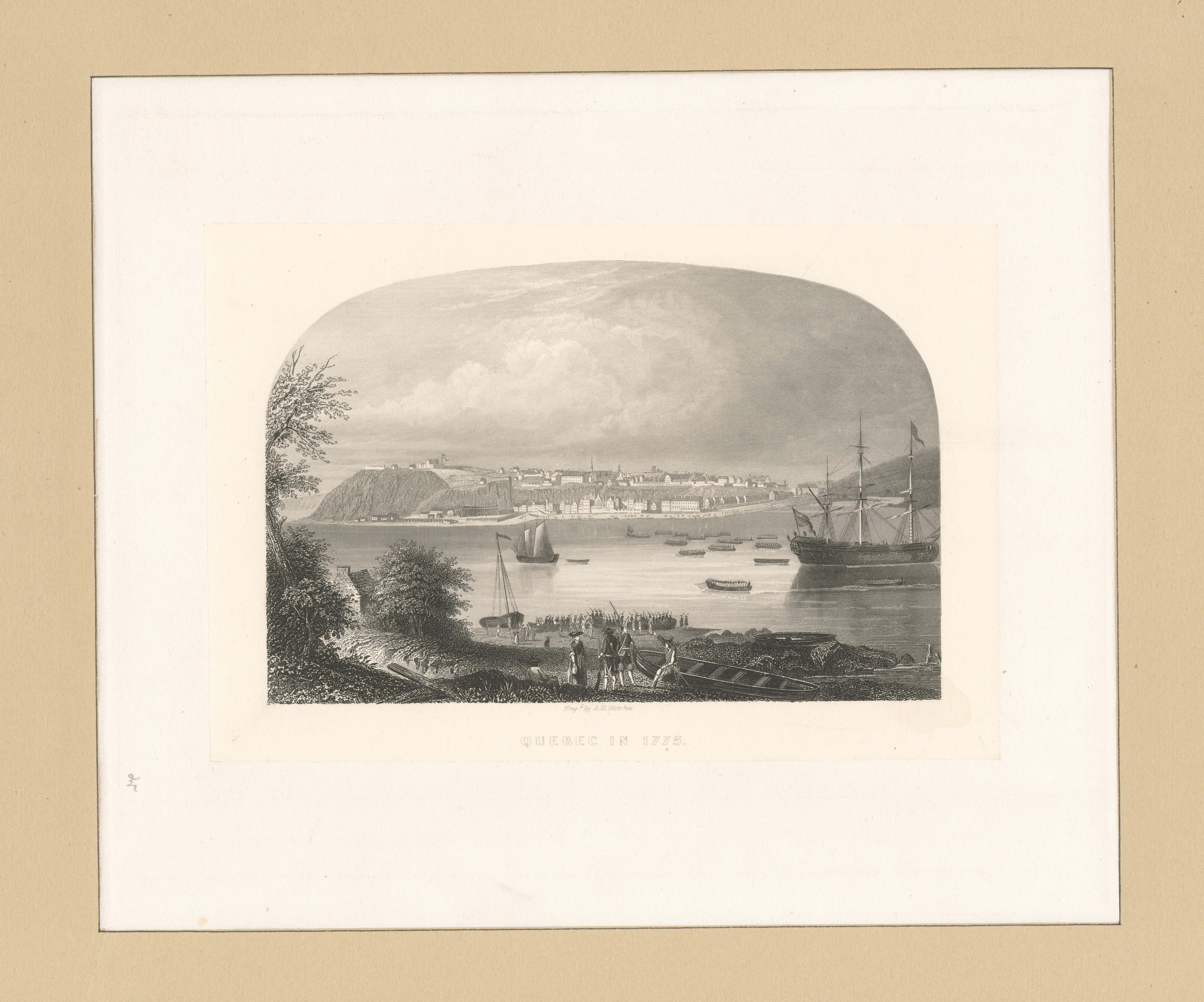
Québec est assiégée par les armées d'Arnold et de Montgomery en 1775.

« Votre rébellion, aussi contraire à la religion qu'au bon sens et à la raison, méritait déjà des châtiments exemplaires et rigoureux, du côté du prince dont vous n'avez reçu jusqu'ici que des marques signalées d'une bonté extraordinairement rare dans un vainqueur puissant, et à laquelle aucun de nous ne s'attendait, bonté qui ne vous a fait connaître le changement de domination que par un mieux-être. [...] Ils [les rebelles] vous ont en conséquence représenté [l'Acte de Québec] comme un attentat à votre liberté, comme tendant à vous remettre dans l'esclavage, à la merci de vos Seigneurs et de la noblesse; ils vous ont promis l'exemption des rentes seigneuriales, et vous avez aimé cette injustice; et que vous ne paieriez plus de dîmes, et vous n'avez pas eu horreur de cette impie et sacrilège ingratitude envers le Dieu, sans la bénédiction duquel ni vos champs ne seraient fertiles ni vos travaux ne réussiraient ».

### Décès
Malade depuis quelque temps déjà, Briand donne sa démission le 29 novembre 1784 et prend résidence au séminaire de Québec, où une chapelle privée est aménagée pour lui. Il voulait laisser le temps à d'Esgly, lui aussi âgé, de se trouver un coadjuteur. Même s'il est par la suite nommé vicaire général et conserve ses pouvoirs épiscopaux, il demeure loin des affaires diocésaines au cours des dix années suivantes.
Il meurt le 25 juin 1794, âgé de 79 ans, et est inhumé dans le chœur de la cathédrale le 27 juin suivant, au-dessous des marches qui conduisent au sanctuaire à égale distance des deux portes latérales.

## Hommages
- L'avenue Briand a été nommée en son honneur en 1922 dans la ville de Québec[28].
- La rue Saint-Olivier a été nommée en son honneur, en 1792, dans la ville de Québec.
- Pavillon Jean-Olivier-Briand au Séminaire de Québec.
- Rue Monseigneur-Briand à Trois-Rivières.
- Rue Briand à Montréal.
- Rue Briand à Saguenay.